# Черевківська сільська рада (Миргородський район)
Черевківська сільська рада — колишній орган місцевого самоврядування у Миргородському районі Полтавської області з центром у c. Черевки.

## Населені пункти
Сільраді були підпорядковані населені пункти:
- c. Черевки
- с. Бакумівка
- с. Новоселиця
- с. Прокоповичі
- с. Радченкове
- с. Сажка
- с. Скиданки